# Ткаченко Сергій Іванович
Сергі́й Іва́нович Ткаче́нко (нар. 13 травня 1951, с.Ново-Шепеличі, Чорнобильський район, Київська область) — український філолог, літературознавець, поет, член Національної спілки письменників України.
Рідний брат Всеволода Івановича Ткаченка.

## Освіта і наукові звання
- Закінчив факультет романо-германської філології Київського державного університету ім. Т. Г. Шевченка.
- Кандидат філологічних наук.

## Трудова діяльність
Працював у Секретаріаті ООН у Нью-Йорку (США). Нині на пенсії. Мешкає в США.

## Творчість
Є автором книжок:
- «Сповідь правнука сільського писаря»,
- «Ужинок осіннього поля»,
- «Храм Дани»;
- «Поезія Африки. Антологія»;
- "На острові (2009)[3]
- «Оповіді від Сема» (2012)[4]
- Невідомий Артюр Рембо / Сергій Іванович Ткаченко. – Київ : Парламентське видавництво, 2019. – 464 с. – (Серія «Скарбниця світового письменства»).[2]

Автор публікацій в Українській літературній енциклопедії про англомовні літератури.

## Відзнаки
- Лауреат літературної премії імені С. Шеврякова.
- Лауреат Міжнародної літературної премії імені Григорія Сковороди «Сад божественних пісень».
- Лауреат Міжнародної премії імені Володимира Винниченка (2010).